# Kerkau
Kerkau ist eine Ortschaft und ein Ortsteil der Stadt Arendsee (Altmark) im Altmarkkreis Salzwedel in Sachsen-Anhalt.

## Geographie

### Lage
Kerkau, ein Straßendorf mit Kirche, liegt 20 Kilometer südöstlich der Kreisstadt Salzwedel in der Altmark. Im Westen fließt der Markgraben Kerkau, im Osten der Kerkauer Graben, beide münden in den Augraben. Im Nordosten liegt das Waldgebiet Ruhm-Heide. Südwestlich des Dorfes steht der etwa 46 Meter hohe Mühlenberg.

### Ortschaftsgliederung
Zur Ortschaft Kerkau gehören die Ortsteile Kerkau und Lübbars.

## Geschichte

### Mittelalter bis 20. Jahrhundert
Kerkau war Stammsitz einer Familie Kerkow, deren ältester Alverich als Aluerici militis de Kerkowe im Jahre 1225 genannt wurde. Das Dorf ist erstmals im Jahre 1350 als to kerkow erwähnt worden, als der Knappe Kerkow Besitzungen aus dem Ort an die Gewandschneidergilde in Salzwedel verkaufte. Am 15. März 1366 wurde Kerkow erwähnt, als Hans v. Chartow den von der Schulenburg Hebungen aus Ladekath, Kerkau und anderen Dörfern überließ. Im Landbuch der Mark Brandenburg von 1375 wurde der Ort als Kerkowe aufgeführt. Weitere Nennungen sind 1541 Kerkow und 1687 Kerckau.
Die Dorfchronik berichtet von schweren Zeiten in den Jahren 1583 bis 1598, als Kerkau immer wieder von der Pest heimgesucht wurde. Nach dem Dreißigjährigen Krieg besiedelten überlebende Bauern das verwüstete Dorf. Auf einigen Höfen ist noch heute die ursprüngliche Form des Vierseithofes zu erkennen. Vierseitig umbaut bildete er ein abgeschlossenes „Ganzes“.  Typisch für die Altmark sind gemauerte, überdachte und mit Inschriften verzierte Toreinfahrten.
Südwestlich des Dorfes stand rechts des Weges nach Lübbars am Mühlenberg eine Windmühle. Die Ziegelei an der Ruhm-Heide ist noch als Wohnplatz vorhanden.
Im nördlichen Teil des Ortes entstanden im Jahre 1952 Einfamilienhäuser und eine Maschinen-Ausleihstation, später eine Maschinen-Traktoren-Station. Einige Jahre später war dort der Sitz der Landwirtschaftlichen Produktionsgenossenschaft „Altmark“. Heute werden diese Gebäude von der Agrargenossenschaft genutzt.

### Herkunft des Ortsnamens
Heinrich Sültmann deutet den Ortsnamen als wendisch, entweder liegt der Eigenname „karch“ zugrunde oder der Begriff „kerz, kerck“ für „Gebüsch, Gestrüpp“.

### Burg Kerkau
Der Bretscher Pfarrer August Hofmeister meinte 1884, dass die Stelle, wo die Burg Kerkau gestanden habe, noch zu erkennen gewesen sei.
Paul Grimm fasste 1958 die Kenntnisse zusammen: Der örtlichen Tradition zufolge soll es am Abfall zur Aue Wälle und Gräben gegeben haben – an der Südostecke der alten Dorflage, gegenüber der Kirche, am Rande der anschließenden Niederung auf dem früheren Hof Schulz, dem späteren Hof Nachtigall. Ein alter Einwohner hatte noch ein gebogenes Wallstück gesehen. Befestigungsspuren sind nicht erhalten.

### Eingemeindungen
Bis 1807 gehörte das Dorf zum Arendseeischen Kreis der Mark Brandenburg in der Altmark. Danach lag es ab 1807 bis 1813 im Kanton Arendsee auf dem Territorium des napoleonischen Königreichs Westphalen. Ab 1816 gehörte die Gemeinde zum Kreis Osterburg, dem späteren Landkreis Osterburg in der preußischen Provinz Sachsen.
Am 15. Juni 1950 wurde die Gemeinde Kerkau in den Landkreis Salzwedel umgegliedert. Kurz darauf, am 20. Juli 1950, wurde die bis dahin eigenständige Gemeinde Lübbars in die Gemeinde Kerkau eingemeindet. Am 25. Juli 1952 kam Kerkau zum Kreis Salzwedel und am 1. Juli 1994 zum heutigen Altmarkkreis Salzwedel.
Durch einen Gebietsänderungsvertrag beschloss der Gemeinderat der Gemeinde Kerkau am 29. Mai 2009, dass die Gemeinde Kerkau in die Stadt Arendsee (Altmark) eingemeindet wird. Dieser Vertrag wurde vom Landkreis als unterer Kommunalaufsichtsbehörde genehmigt und trat am 1. Januar 2010 in Kraft.
Nach Eingemeindung der bisher selbstständigen Gemeinde Kerkau wurden Kerkau und Lübbars Ortsteile der Stadt Arendsee (Altmark). Für die eingemeindete Gemeinde wurde die Ortschaftsverfassung nach den §§ 86 ff. Gemeindeordnung Sachsen-Anhalt eingeführt. Die eingemeindete Gemeinde Kerkau und künftigen Ortsteile Kerkau und Lübbars wurden zur Ortschaft der aufnehmenden Stadt Arendsee (Altmark). In der eingemeindeten Gemeinde und nunmehrigen Ortschaft Kerkau wurde ein Ortschaftsrat mit fünf Mitgliedern einschließlich Ortsbürgermeister gebildet.

### Einwohnerentwicklung

#### Gemeinde
| Jahr | Einwohner |
| ---- | --------- |
| 1734 | 061       |
| 1774 | 077       |
| 1789 | 069       |
| 1798 | 082       |
| 1801 | 085       |
| 1818 | 070       |
| 1840 | 075       |
| 1864 | 096       |
| 1871 | 115       |
| 1885 | 116       |
| 1892 | [00]113   |

| Jahr | Einwohner |
| ---- | --------- |
| 1895 | 124       |
| 1900 | [00]134   |
| 1905 | 134       |
| 1910 | [00]124   |
| 1925 | 141       |
| 1939 | 156       |
| 1946 | 262       |
| 1964 | 370       |
| 1971 | 348       |
| 1981 | 298       |
| 1985 | [00]289   |

| Jahr | Einwohner |
| ---- | --------- |
| 1990 | [00]262   |
| 1993 | 264       |
| 1995 | [00]221   |
| 1998 | [00]234   |
| 2000 | [00]238   |
| 2002 | [00]237   |
| 2005 | [00]231   |
| 2006 | [00]225   |
| 2007 | [00]239   |
| 2008 | [00]230   |
| 2009 | [00]225   |

Quelle, wenn nicht angegeben, bis 2006

#### Ortsteil
| Jahr | Einwohner |
| ---- | --------- |
| 2011 | 172       |
| 2012 | 164       |
| 2013 | 160       |
| 2014 | 157       |
| 2015 | 147       |
| 2016 | 146       |

| Jahr | Einwohner |
| ---- | --------- |
| 2017 | 145       |
| 2020 | [00]143   |
| 2021 | [00]140   |
| 2022 | [0]138    |
| 2023 | [0]133    |

Quelle, wenn nicht angegeben, 2011–2017

## Religion
Die evangelische Kirchengemeinde Kerkau, die früher zur Pfarrei Callehne gehörte, wird heute betreut vom im Pfarrbereich Fleetmark-Jeetze des Kirchenkreises Salzwedel im Bischofssprengel Magdeburg der Evangelischen Kirche in Mitteldeutschland. Ursprünglich war Kerkau eine eigenständige Pfarrei, die erst 1810 der Pfarrei Callehne zugeordnet wurde, deren Name nach 1945 in Fleetmark geändert wurde.
Die katholischen Christen gehören zur Pfarrei St. Laurentius in Salzwedel im Dekanat Stendal im Bistum Magdeburg.

## Politik

### Ortsbürgermeister
Michael Wrana ist Ortsbürgermeister der Ortschaft Kerkau. Der letzte Bürgermeister der Gemeinde war Jürgen Pajewski.

### Ortschaftsrat
Bei der Ortschaftsratswahl am 9. Juni 2024 gewann die Wählergemeinschaft Kerkau alle Sitze.
Gewählt wurden 2 Frauen und 3 Männer. Die Wahlbeteiligung betrug 55,94 Prozent.

## Kultur und Sehenswürdigkeiten
- Die evangelische Dorfkirche Kerkau steht in der Mitte des Dorfes. Sie ist 1644 aus Feld- und Sandstein neu errichtet worden, da die alte Kirche zu Beginn des Dreißigjährigen Krieges zerstört worden war. Der Turm wurde 1911 aufgesetzt.[31]
- Auf dem Kirchhof ist ein mit immergrünen Koniferen und Hecken bepflanzter Friedhof, umgeben mit einer Mauer aus Feldsteinen.
- Der Verein „Heimatfreunde Kerkau & Lübbars“ wurde 2017 gegründet.[32] Die Mitglieder tragen Erinnerungen über beide Dörfer in einer Chronik zusammen und organisieren Treffen.

## Sonstiges
- Entlang der Dorfstraße aus Natursteinen (Kopfsteinpflaster) stehen links und rechts wuchtige Lindenbäume.
- Der ehemalige Kindergarten wird als Dorfgemeinschaftshaus genutzt.[9]

## Sagen aus Kerkau
Friedrich Krüger überlieferte 1865 zwei Sagen.
Auf dem ehemaligen Winkelmannschen Hof hörte man unter dem Wassertrog oft ein lautes Gewinsel. Als sich eines Morgens ein Tagelöhner waschen wollte und es wieder vernahm, rief er: „Nun helfe Gott mir und dir!“ Da antwortete es unter dem Wassertrog: „Darauf habe ich lang gelauert!“ Und seitdem hat das Gewinsel aufgehört.
Ein Schweinejunge hatte dem Bauern Mette erzählt, dass am Sonnabendabend hinter Asmus Schulzens Hof Feuer aus der Erde brennt. Der Bauer bat den Jungen die Stelle mit einem Stock zu markieren und ihm Bescheid zu sagen. So geschah es. Mette fürchtete sich aber und holte am Sonntagmorgen den Bauern Luks zur Hilfe. Als sie anfingen zu graben, läutete es zur Kirche. Mette ging in die Kirche. Luks grub heimlich alleine weiter. Auf dem Weg durch die hintere Pforte seines Hofes fiel ihn eine Sau an und raubte ihm den Schatz und er kam zu Tode.
Im „Altmärkischen Sagenschatz“ überlieferte im Jahre 1908 der Lehrer Pfeil die Sage „Der Stein zu Kerkau“. Auf dem Dolchauer Berg, 7 Kilometer südöstlich von Kerkau, lag früher ein ungeheuer Stein, über den ein Riese stolperte. Er ärgerte sich darüber und wollte den Stein in den Arendsee werfen. Aber er warf zu kurz und er fiel bei Kerkau nieder, wo er noch heute zu sehen ist, denn aus dem Stein wurde ein Schafstall erbaut.
Hanns H. F. Schmidt erzählte 1994 zwei weitere Sagen: „Das Verhängnis“ und „Das Gespenst hinter dem Pflug“.

## Persönlichkeiten
- Johann Scheibler (* 1927), Politiker (DBD) und LPG-Vorsitzender